# Batalla de Ponte Novu
La batalla de Ponte Novu, que va tenir lloc entre el 8 i el 9 de maig de 1769, posà punt final als enfrontaments entre les tropes corses de Pascal Paoli i l'exèrcit de Lluís XV de França. La derrota corsa va obrir als granaders francesos la ruta cap a Corti, capital de la República de Còrsega, i posà fi a la seva independència.
Voltaire, al seu Siècle de Louis XV (1751), va escriure, meravellat, en ocasió del combat: «L'arma principal dels corsos és el seu coratge. Aquest coratge fou tan gran que en un dels combats, vora un riu anomenat Golo, van fer una rampa amb els seus morts per a tenir temps de carregar, i els ferits també s'hi posaren per tal de reforçar-lo. Hom ha trobat valor arreu, però només s'ha vist aquestes accions en els pobles lliures.»
El pont genovès que travessa els dos marges del riu Golo a Ponte Novu, lloc d'enfrontament directe entre tropes de Paoli, formada per corsos i mercenaris prussians, i l'exèrcit francès auxiliat amb nombrosos combatents corsos de Boccheciampe d'Oletta, fou destruït durant la Segona Guerra Mundial. Avui dia, per a la majoria dels corsos, és el símbol d'una resistència heroica.

## Galeria del Ponte Novu restaurat

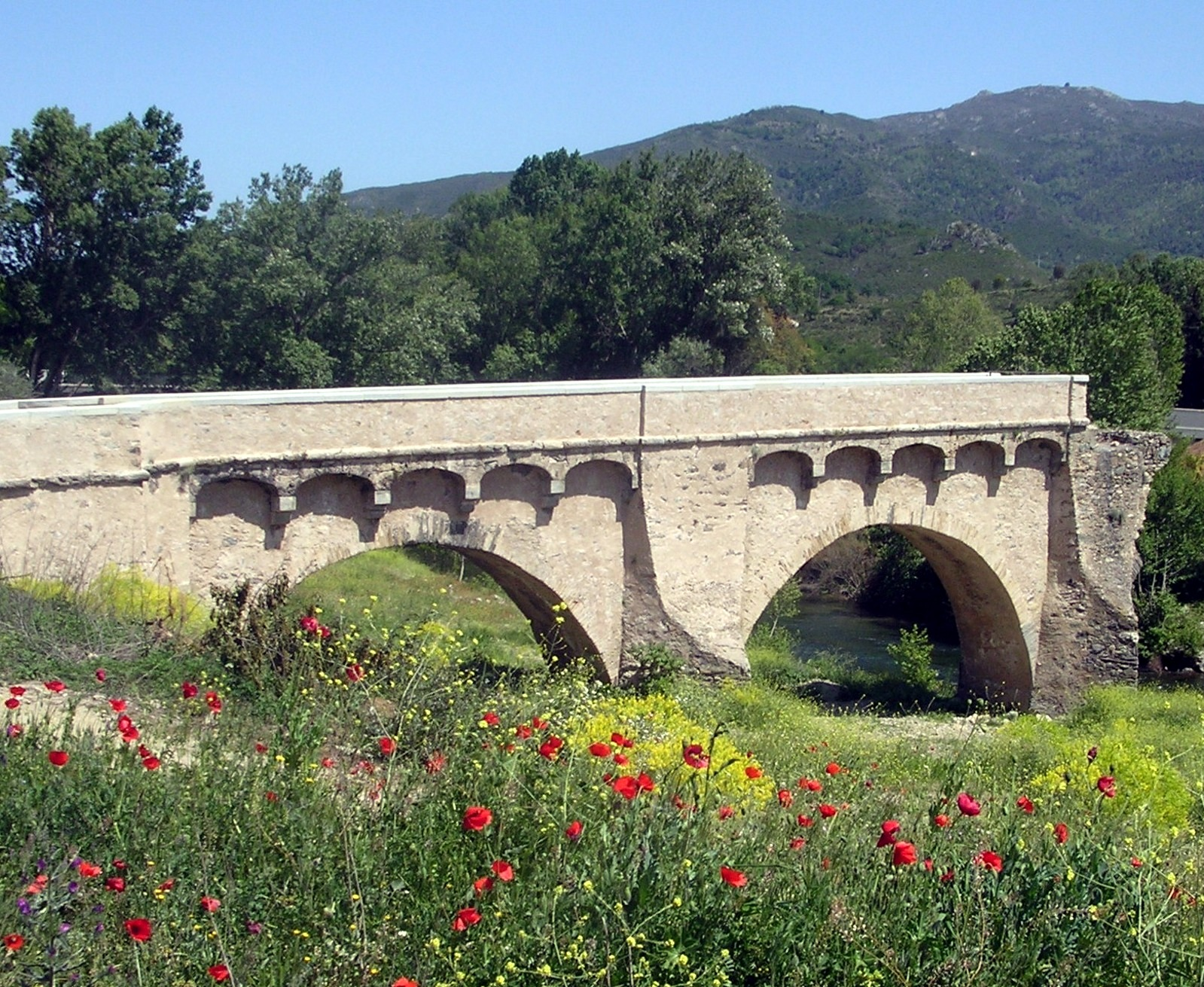
El pont des d'un costat
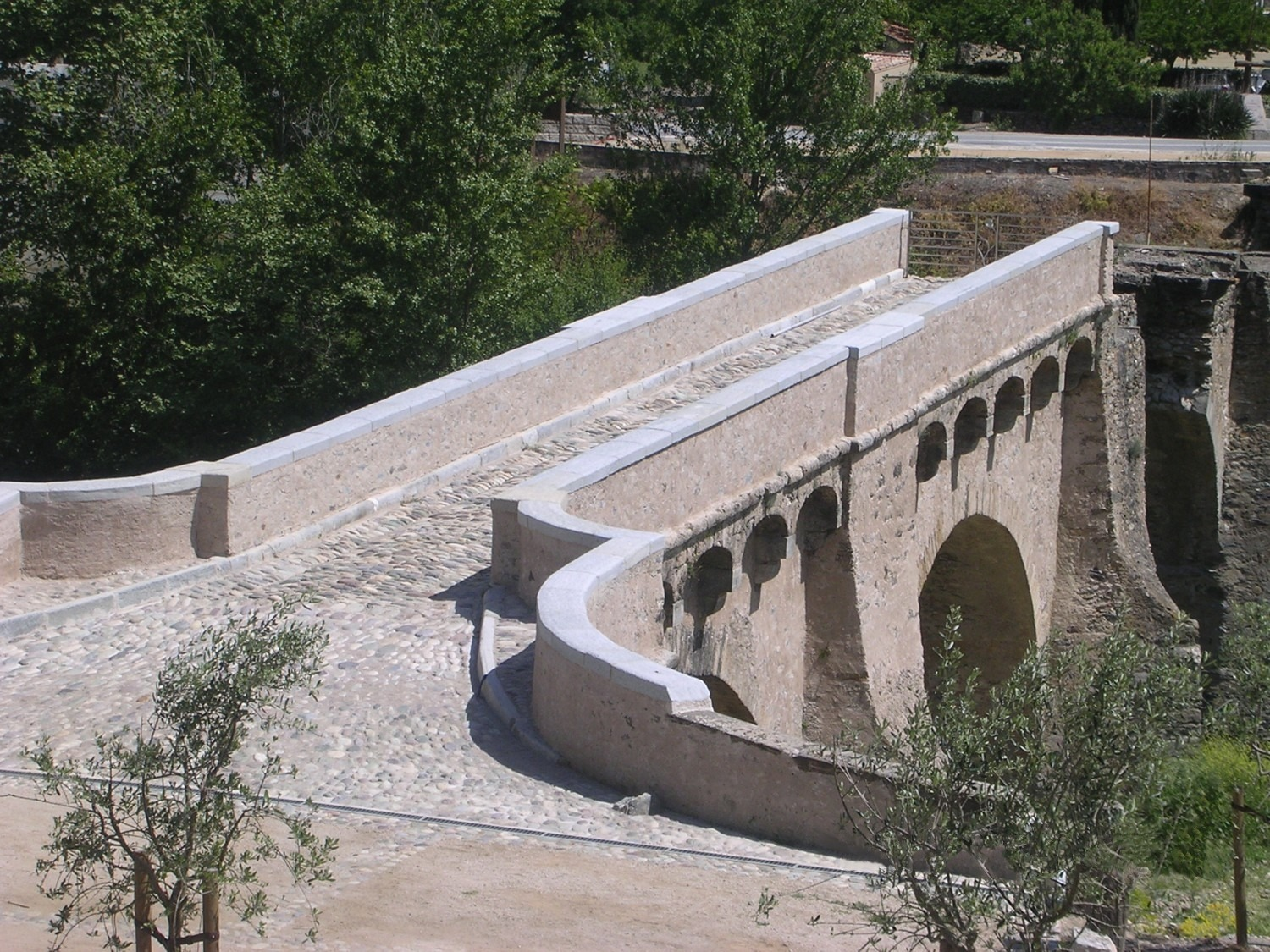
El pont des d'amunt
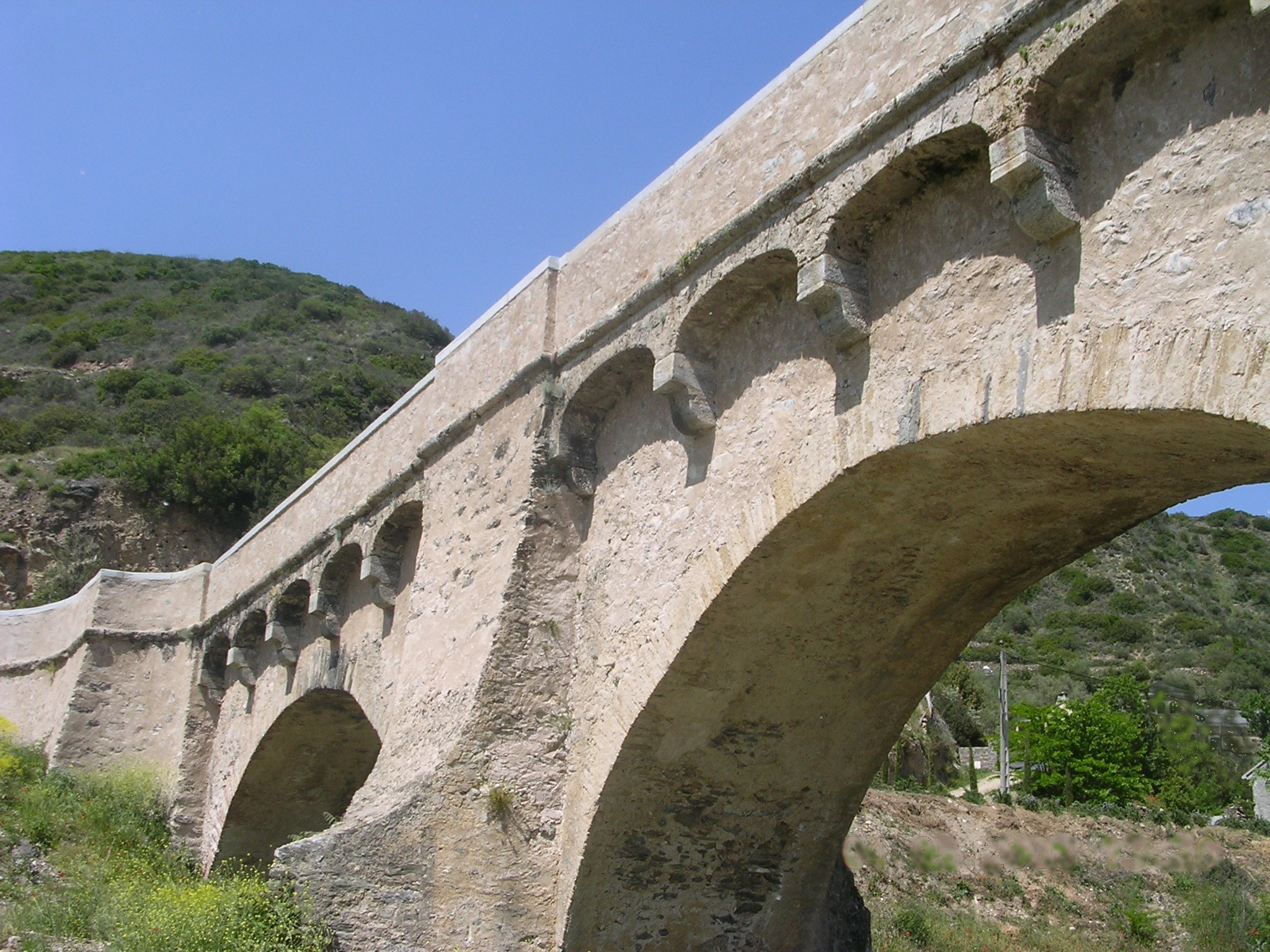
El pont des de baix
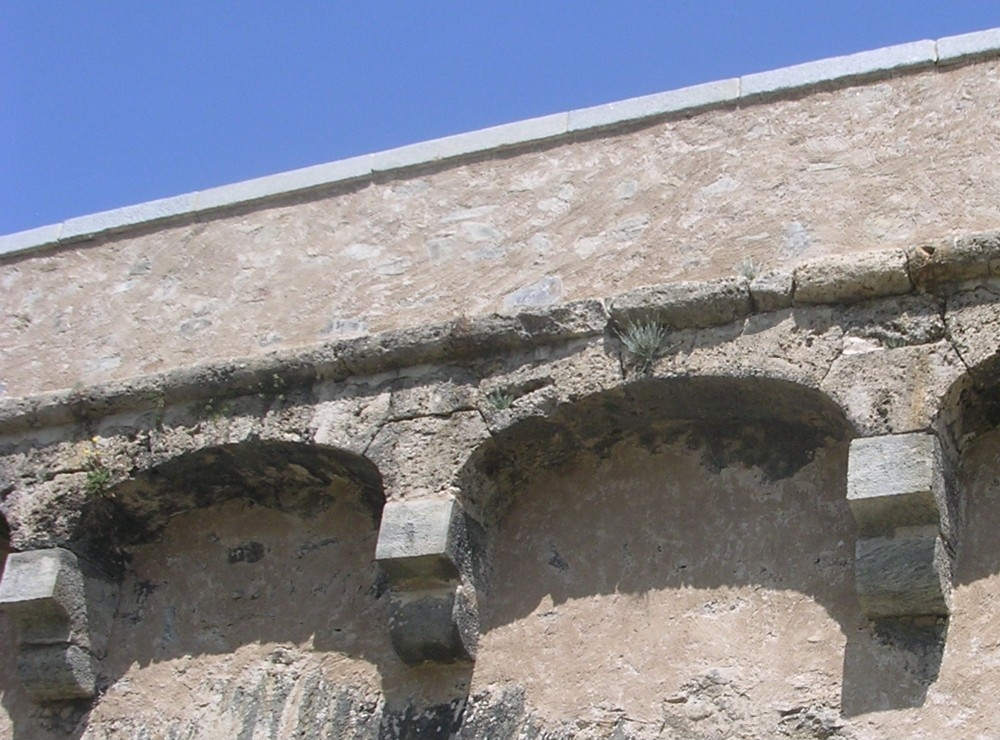
Detall del pont